# Filmfestival van München

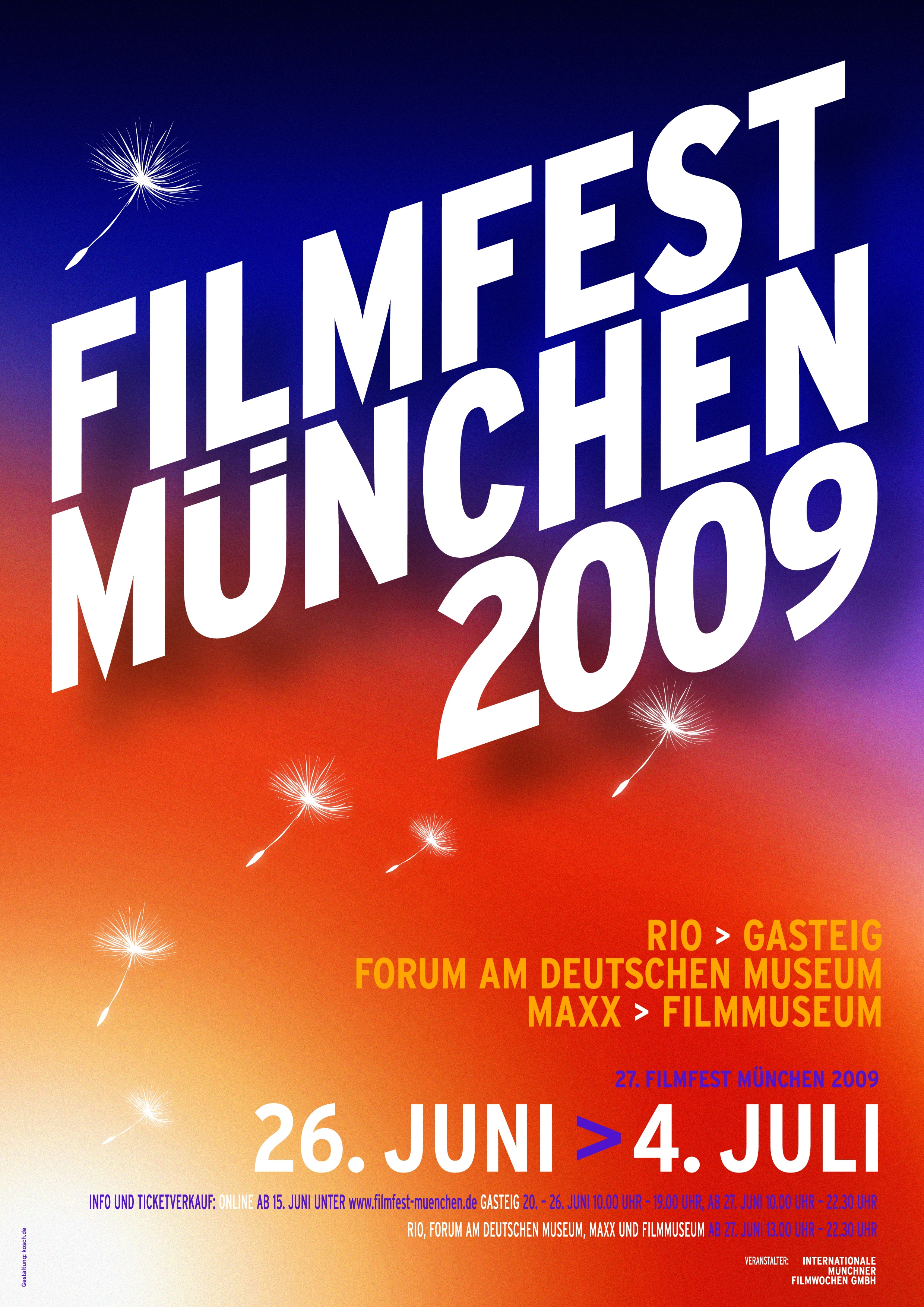
Poster van 2009

Het Filmfest München of Filmfestival van München is na de Berlinale het grootste filmfestival in Duitsland.
Het filmfestival wordt sinds 1983 jaarlijks eind juni gehouden in München en trekt jaarlijks tienduizenden bezoekers. Er worden premières uit de gehele wereld getoond. 
Het filmfestival legt nadruk op zowel topfilms als films met een laag budget of dat gemaakt is door jong talent. Daarnaast is er aandacht voor Duitse filmmakers. Het kent verschillende reeksen, Reihen, die jaarlijks terugkomen, waaraan ook jaarlijks nieuwe thema's worden toegevoegd. De vaste reeksen zijn:
- Nieuwe Duitse speelfilms
- Nieuwe Duitse televisiefilms
- International Independents
- CineMasters
- CineVision
- Hommage
- Spotlight
- Kinderfilmfest
- Open Air

## Dotaties
In totaal wordt tijdens het filmfestival meer dan 150.000 euro aan prijzengeld uitgereikt:
| Prijs                                                       | prijzengeld | Toelichting                                                         |
| ----------------------------------------------------------- | ----------- | ------------------------------------------------------------------- |
| Arri-Osram-Preis                                            | 50.000      | Beste buitenlandse film                                             |
| Förderpreis Neues Deutsches Kino                            | 60.000      | Categorieën Regie, Draaiboek, Acteur, Actrice                       |
| CineVision Award                                            | 12.000      | Buitenlands nieuw regisseurstalent                                  |
| CineMerit Award:                                            | -           | Persoonlijkheden met verdienste voor de filmkunst                   |
| Brücke - Der Friedenspreis des Deutschen Films              | 10.000      | Artistiek werk dat bruggen bouwt door inhoudelijke filmische kracht |
| Bayern 3 Publikumspreis                                     | -           | Publieksprijs van de tv-zender Bayern 3                             |
| Kinderfilmfest Publikumspreis                               | -           | Publieksprijs van jonge bezoekers van het festival                  |
| Bernd-Burgemeister-Fernsehpreis voorheen VFF TV Movie Award | 25.000      | Televisiefilms en -producenten                                      |
| One Future Preis                                            | -           | Ethisch of esthetisch thema over ondeelbare toekomst van de wereld  |
| Weißer Elefant                                              | -           | Kinderprijs van de media, voor ontwikkeling van kinderen            |
| Shocking Shorts Award                                       | -           |                                                                     |
| Transmedia Preis                                            | -           |                                                                     |
| Treatment Award                                             | -           |                                                                     |
| Look & Listen – Telepool-BR-Music-Award                     | -           |                                                                     |
| Fritz-Gerlich-Preis                                         | -           |                                                                     |